# بوژمووکا
بوژمووکا (به لهستانی:  Borzymówka) یک روستا در لهستان است که در گمینا نووا سوخا واقع شده‌است.